# Огемар-Хеллгрен, Маркус
Маркус Огемар-Хеллгрен (швед. Anders Marcus Ogemar-Hellgren; 14 сентября 1993, Эстерсунд) — шведский гонщик на снегоходах, чемпион мира 2015 года, а также двукратный чемпион Швеции по кроссу на снегоходах.

## Спортивная карьера
Маркус Огемар-Хеллгрен начал выступать в начале 2010-х, а в 2011 году впервые попал в тройку призёров крупного чемпионата под эгидой FIM, взяв бронзу в Чемпионате Швеции по кроссу на снегоходах в классе Pro Stock. В 2013 году он выиграл свой первый Чемпионат Швеции в том же классе. Интересно, что в 2014-м Огемар-Хеллгрен вышел в финал Чемпионата Швеции в старшем классе Pro Open, но за неделю до решающего заезда попал в больницу с аппендицитом и потерял шансы на участие. Также выигрывал Чемпионат Швеции по снегоходному кроссу на стадионе.
Высшая точка карьеры Огемара-Хеллгрена — победа в Чемпионате мира по кроссу на снегоходах 2015 года. В том году чемпионат состоял из единственного заезда, а главный фаворит гонки, Адам Ренхейм, откатился далеко назад из-за технических проблем и закончил гонку последним.

## Результаты выступлений в Чемпионате мира по кроссу на снегоходах
| Год  | Снегоход | 1       | 2       | 3       | Место | Очки |
| ---- | -------- | ------- | ------- | ------- | ----- | ---- |
| 2013 | Lynx     | FIN1 5  | FIN2 8  | FIN3 10 | 8     | 40   |
| 2014 | Lynx     | SWE 7   |         |         | 7     | 14   |
| 2015 | Lynx     | SWE 1   |         |         | 1     | 25   |
| 2017 | Lynx     | SWE1 9  | SWE2 8  |         | 9     | 25   |
| 2018 | Ski-Doo  | FIN1 10 | FIN2 6  |         | 6     | 26   |
| 2021 | Ski-Doo  | FIN1 3  | FIN2 10 |         | 6     | 26   |